# Arnim Süssenguth
Arnim Süssenguth, auch geführt unter Arnim Suessenguth und Arnim Waldeck-Süssenguth (* 31. Oktober 1902 in Neurode, Landkreis Glatz; † 14. August 1964 in Berlin; bürgerlich Hermann Arthur Süßenguth), war ein deutscher Schauspieler bei Bühne, Film und Fernsehen sowie Regisseur und Theaterleiter.

## Leben
Der Sohn des Theaterdirektors Arthur Hermann Süßenguth († 2. März 1933 in Frankenberg (Eder)) begann seine künstlerische Laufbahn 1924 am Theater in Bamberg. Es folgten Verpflichtungen an weitere Provinzbühnen in Dessau und Schneidemühl, wo er seit Beginn der 1930er Jahre auch als Spielleiter (Regisseur) eingesetzt wurde, ehe er 1934 erstmals Berlin erreichte. Dort spielte Süssenguth unter anderem am Theater am Nollendorfplatz, zuletzt unter der Intendanz von Harald Paulsen. Während der deutschen Besetzung Frankreichs war Süssenguth von 1941 bis 1944 als Schauspieler (ab der Spielzeit 1941/42 auch als Regisseur und Oberspielleiter) am deutschsprachigen Stadttheater von Straßburg verpflichtet. 1944 verließ er Straßburg, ehe die amerikanischen Truppen einmarschierten, und kehrte ins Reich zurück. Hier setzte Süssenguth nach Kriegsende seine Laufbahn als künstlerischer Leiter an den Künstlerspielen Bayern in Fürth fort. In den Spielzeiten 1947/49 wirkte er als Schauspieler am Württembergischen Staatstheater in Stuttgart, in der darauf folgenden Saison an den Hamburger Kammerspielen. 1950 wurde Süssenguth als Schauspieler und Regisseur von der Komödie Basel verpflichtet. Dort spielte er zahlreiche Bühnenklassiker, etwa als Wagner im Faust, und blieb über ein Jahrzehnt, bis kurz vor seinem Tod.
In seiner Berliner Zeit (1934 bis 1939) trat Süssenguth auch mehrfach in Filmen auf; er wurde oft als Offizier und Honoratior eingesetzt. Seine Auftritte vor der Kamera waren nach dem Krieg sporadisch; zuletzt, von 1955 bis 1961, sah man ihn auch in mehreren bundesdeutschen Fernsehproduktionen. Arnim Süssenguth, der im Lauf seiner Karriere auch immer wieder als Arnim Waldeck-Süssenguth firmierte, hat auch für den Hörfunk gearbeitet.
Seine Brüder waren die Schauspieler Walther und Richard Süssenguth.

## Filmografie
- 1934: Liebe, Tod und Teufel
- 1935: Anschlag auf Schweda
- 1935: Der höhere Befehl
- 1936: Eskapade
- 1936: Das Hofkonzert
- 1937: Signal in der Nacht
- 1937: Gasparone
- 1937/53: Starke Herzen
- 1938: Eine Frau kommt in die Tropen
- 1939: Es war eine rauschende Ballnacht
- 1945: Der stumme Gast
- 1950: Des Lebens Überfluß
- 1951: Das gestohlene Jahr
- 1955: Apoll von Bellac (TV-Film)
- 1959: Der Besuch der alten Dame (TV-Film)
- 1960: Hexenjagd (TV-Film)
- 1962: Leben des Galilei (TV-Film)